# Medalion (łowiectwo)

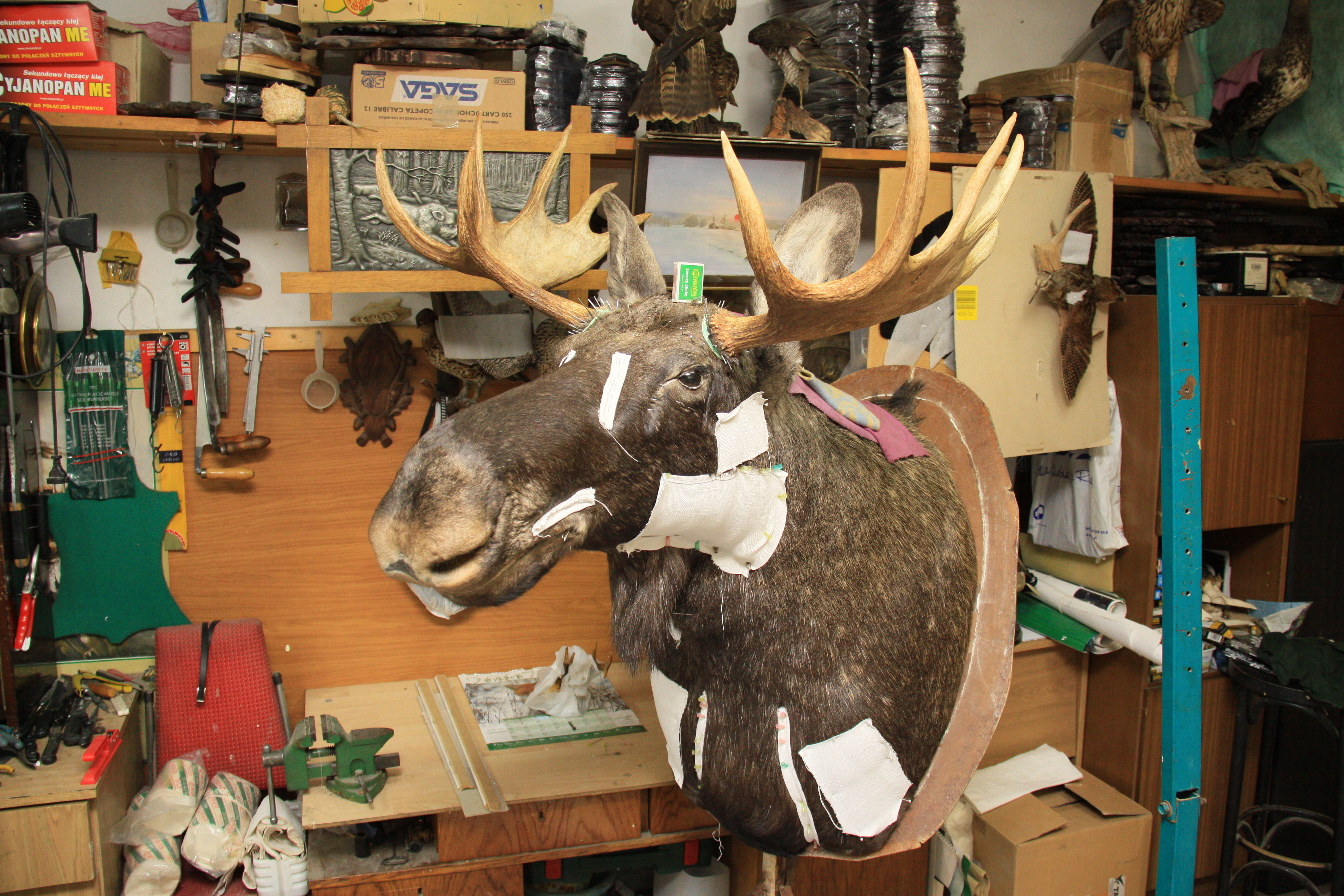
Medalion z łosia przygotowywany w pracowni preparatorskiej

Medalion – wypreparowane trofeum łowieckie, rodzaj zwierzęcego popiersia. Stanowi go wypreparowana głowa i szyja zwierzęcia, naciągnięta na specjalny, naturalistyczny model tych części ciała, umocowany najczęściej na ozdobnej drewnianej tarczy.
Medalion wykonywany jest na potrzeby ekspozycji muzealnych, wystawowych, często jest ozdobą izby myśliwskiej, pamiątka z udanych łowów.